# 呼吸道
呼吸道，又称气道，是指人体内呼吸过程中空气所要通过的所有器官的总称。呼吸道是呼吸系统的一部分，呼吸系统还包括空气不必通过的、但对呼吸过程依然非常重要的器官，比如橫膈膜。
呼吸道以声门为界限，以上称作上呼吸道，以下称作下呼吸道。
大略可分为三部分：
- 上呼吸道：鼻、鼻道、鼻竇、喉和咽；上呼吸道是人体容易被感染的部位。
- 下呼吸道：喉结、气管、支气管和次级支气管。
- 肺：小（细）支气管、肺泡管和肺泡。

呼吸道的大部分在呼吸过程中仅仅作为空气从外界进入肺，以及从肺流出的通道。气体交换、氧气进入血液、二氧化碳流出血液的过程只在肺泡中进行。
空气进入呼吸道后随呼吸道的分支其管道不断变窄。在空气到达肺泡之前估计大约要通过20至23个分支；虽然支气管的直径越来越小，但由于每次分支的数量众多，因此其总面积不断扩大，因此空气在进入呼吸道时受到的阻力不断减小；事实上由于湍流空气在第三和第四个分支部分受到的阻力最大。在正常结构下，除鼻道、细支气管以下气道外，气道最狭窄的部分位于环状软骨的声带下间隙。
呼吸道内表面分布有分泌液和纤毛，能温暖或冷却、湿润和净化吸入空气，保护呼吸器官。

## 组织学概述
呼吸道上覆盖着一层上皮组织，从上到下这层上皮组织的组成部分逐渐变化。除上皮细胞外这层组织还含有腺体和产生粘液的杯状细胞，以及平滑肌、弹力蛋白和软骨。
鼻腔和胸腔內部的上皮组织由带有纤毛、圆柱形的上皮细胞组成，纤毛以一種非常協調的韻律擺動。鼻腔纤毛將灰塵和細菌混合黏液（形成鼻涕）往後排送到咽喉，肺和各種氣管的纖毛也將細菌及灰塵混合黏液（形成痰）往上經由氣管排送到咽喉, 每秒大约能推移320微米。到達咽喉的粘液可以被吐（咳）出或者咽下食道，被咽下者到胃中會被胃酸分解。支气管以下的上皮细胞越来越呈立方体状，它们也带有纤毛。如果黏膜过于干燥，纤毛不能有效运动；如吸烟过多等；黏膜下层有很多传入神经来梢，能够感受刺激，引起喷嚏和咳嗽等，以高速气流把异物排出。
直到小的支气管内均有软骨存在。在气管中软骨呈C状的环，在支气管中它们为散布的块。
上呼吸道拥有众多腺体，越向下其数目越少。在小支气管里不存在腺体。杯状细胞的分布类似，不过在最粗的小支气管中还偶尔有少许杯状细胞。
在气管中平滑肌链接C状的软骨环。在支气管和小支气管中平滑肌完全包围气道。
除硬的软骨外支气管和小支气管还有许多弹性组织。